# Museggmauer
Il Museggmauer (nome tedesco; in italiano letteralmente "Muro della Musegg") è un tratto della cinta di mura della città di Lucerna, in Svizzera. Fu costruito tra la fine del XIV secolo e l'inizio XV secolo sulla collina che sovrasta la città, che non ebbe mai una cinta muraria completa; parzialmente smantellato tra il 1856 e il 1867, dal 1868 è conservato per il suo contributo all'effetto urbanistico dell'insieme di Lucerna. Intatte e merlate, comprendono otto alte torri di guardia; un'ulteriore torre si trova alla base della collina, sulle rive della Reuss.